# Burgos
Burgos è un comune spagnolo di 175 821 abitanti (nel 2019) situato nella comunità autonoma di Castiglia e León.

## Geografia fisica

### Territorio
La città di Burgos è situata sulle sponde del fiume Arlanzón, nel centro della provincia di Burgos, a circa 244 km da Madrid, nella comunità autonoma di Castiglia e León (Spagna). Grazie alla sua posizione, Burgos ha prosperato economicamente fungendo da importante punto di snodo per i collegamenti nazionali (Paesi Baschi, Madrid, Barcellona-Vigo) e internazionali (Francia, Spagna, Portogallo).

### Clima
Il clima di Burgos è continentale mediterraneo o continentale moderato, con influenze mediterranee in pioggia. La stagione delle piogge è la primavera, mentre l'estate è secca e molto meno umida che nel resto della Spagna mediterranea. Gli inverni sono piuttosto freddi e nevosi, con temperature minime che talvolta arrivano a −10 °C. Vi sono spesso abbondanti nevicate, occasionalmente anche fino alla primavera.
| Burgos              | Mesi | Mesi | Mesi | Mesi | Mesi | Mesi | Mesi | Mesi | Mesi | Mesi | Mesi | Mesi | Stagioni | Stagioni | Stagioni | Stagioni | Anno |
| Burgos              | Gen  | Feb  | Mar  | Apr  | Mag  | Giu  | Lug  | Ago  | Set  | Ott  | Nov  | Dic  | Inv      | Pri      | Est      | Aut      | Anno |
| ------------------- | ---- | ---- | ---- | ---- | ---- | ---- | ---- | ---- | ---- | ---- | ---- | ---- | -------- | -------- | -------- | -------- | ---- |
| T. max. media (°C)  | 5,9  | 7,9  | 11,7 | 13,9 | 17,4 | 22,0 | 25,8 | 25,2 | 21,9 | 16,1 | 10,4 | 6,7  | 6,8      | 14,3     | 24,3     | 16,1     | 15,4 |
| T. min. media (°C)  | −0,4 | 0,0  | 2,1  | 3,6  | 6,6  | 10,0 | 12,1 | 12,3 | 10,4 | 6,7  | 2,8  | 0,9  | 0,2      | 4,1      | 11,5     | 6,6      | 5,6  |
| Precipitazioni (mm) | 48   | 42   | 48   | 53   | 61   | 49   | 28   | 29   | 45   | 52   | 61   | 59   | 149      | 162      | 106      | 158      | 575  |

## Storia
Esistono, all'interno delle mura dell'attuale castello che domina la città, prove di un insediamento umano già dal neolitico (4500 a.C.) e nella prima età del ferro (850 a.C.).
La città di Burgos fu senza dubbio fondata come tale da un conte castigliano, tal Diego Rodriguez Porcelos nell'884. Alfonso III, nel tentativo di frenare l'avanzata saracena, ordinò al conte di fondare un borgo cintato di mura sulla sponda del fiume Arlanzón. L'origine della città è, pertanto, militare. Vicino a Burgos, attorno al 1040 nacque Rodrigo " Ruy" Díaz, meglio conosciuto come El Cid.
Burgos, popolata per mandato reale e sottomessa direttamente all'autorità dei re di Léon fino al 930, si trasformò in capitale del contado di Castiglia quando questo ottenne l'indipendenza dal regno di León con l'aiuto di Fernan Gonzalez. Quando essi si riunirono, nel 1035, essa rimase capitale fino al 1492.
Il 27 gennaio del 1512 furono stilate nella città di Burgos una serie di ordinanze, le Leggi di Burgos (in spagnolo Leyes de Burgos), il cui scopo era quello di regolamentare il trattamento dei popoli nativi del Nuovo Mondo, che non era garantito dell'Encomienda. Furono le prime leggi che la Monarchia Ispanica applicò per organizzare la conquista del Nuovo Mondo.
Burgos è stata lo scenario di molti conflitti: le guerre moresche, i combattimenti tra León e Navarra, e quelli tra Castiglia e Aragona. È poi diventata teatro di una battaglia in periodo napoleonico e ancora nel XIX secolo. Durante la Guerra civile spagnola Burgos era la base del Governo franchista.

## Società

### Evoluzione demografica
Abitanti censiti

## Monumenti e luoghi d'interesse

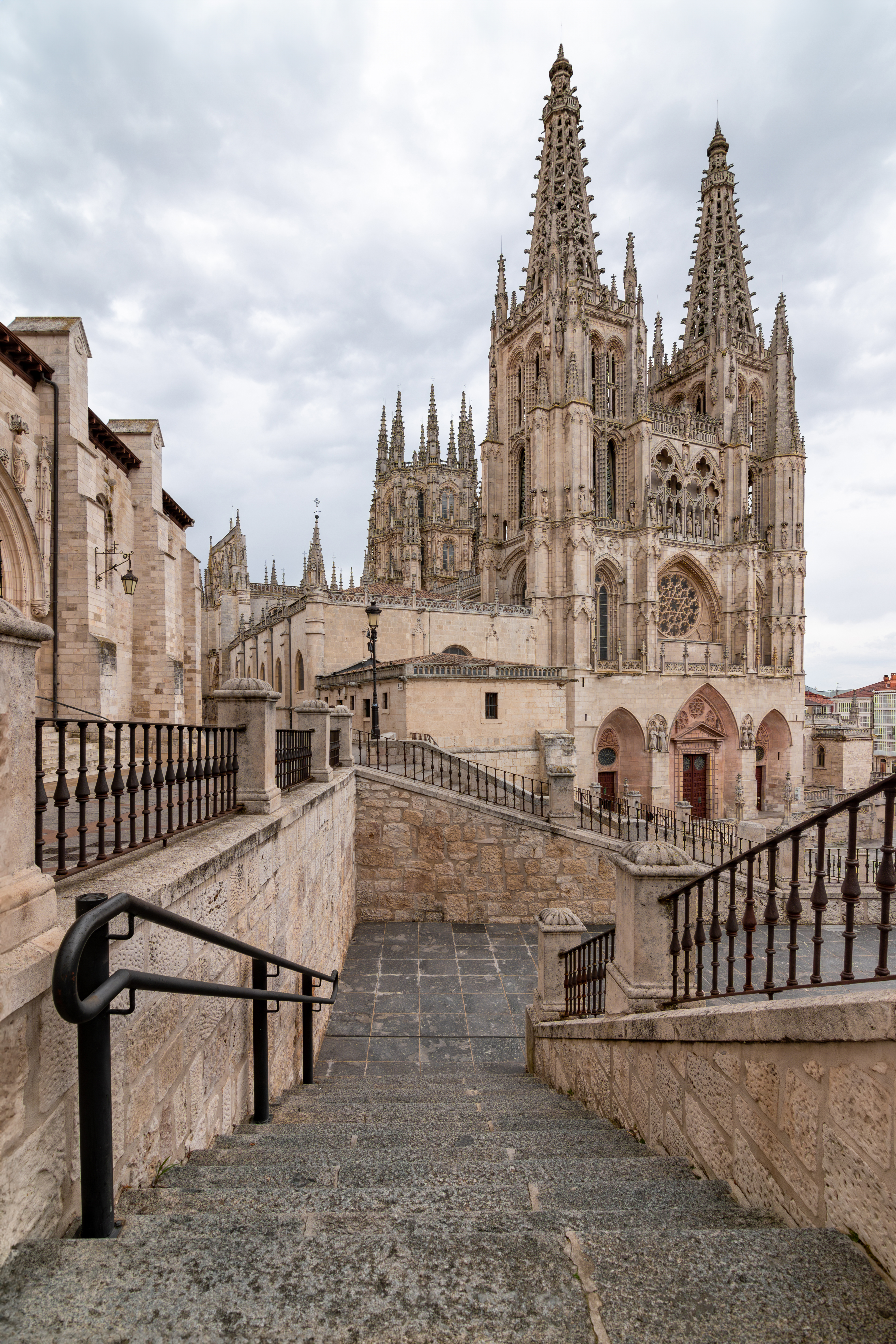

Tra i suoi monumenti si distingue la cattedrale, massimo esempio dell'architettura gotica. Altri monumenti e luoghi degni di interesse sono i seguenti.
- La gotica certosa di Miraflores.
- La chiesa gotica di san Nicola di Bari (XV secolo), introdotta da un portale scolpito. Internamente, spicca un'imponente pala d'altare in marmo (1505), con 465 sculture scolpite da F. de Colonia.[4]
- L'abbazia di Las Huelgas, luogo di sepoltura dei re di Castiglia.
- La chiesa gotica di san Lesmes (XIV secolo), che sul lato destro ospita un portale scolpito ornato da raffigurazioni sul tema dell'Annunciazione.[4]
- La chiesa gotica di santo Stefano (1280-1350), con facciata dotata di torre e portale scolpito. Internamente, la chiesa presenta un impianto a tre navate con cappelle di epoca rinascimentale.[4]
- La chiesa gotica di san Gil (XIV secolo), a tre navate. Al suo interno, spiccano il retablo cinquecentesco della Vergine (nella seconda cappella di sinistra, detta de la Navidad, sormontata da una cupola ottagonale) e il retablo trecentesco detto de la Buena Mañana (nella cappella a sinistra dell'altare maggiore). La chiesa ospita inoltre sepolcri di epoca gotica e rinascimentale.[4]
- L'Ospedale Reale.
- Le mura medievali.
- I resti del castello.
- La Plaza Mayor, dove si trovano la statua bronzea di Carlo III (realizzata da Alfonso Bergaz nel 1784) e il Municipio (costruito da V. Rodriguez nel 1791).
- L'Arco di Santa Maria (post 1534), porta che introduce al centro storico, dotata di torri merlate e di otto nicchie che ospitano altrettante statue (tra di esse, spiccano quella di Carlo V, in onore del quale fu costruito l'Arco, quella del Cid e, a coronamento della porta, quella della Madonna col Bambino).[2] L'arco fu progettato da J. de Vallejo e F. de Colonia.[2]

Inoltre la città è tappa importante del cammino di Santiago (Camino Francés), che l'attraversa.

## Feste locali
Il 29 giugno iniziano las fiestas de San Pedro y San Pablo la cui durata è da 7 a 10 giorni, durante le quali la città si trasforma e si veste di colori carichi di tradizioni.
Tra gli spettacoli più rilevanti:
- Proclamazione delle regine nel giorno di inizio della festa
- Omaggi floreali alla patrona della città, Santa María la Mayor
- Balli e danze di simpatici pupazzi giganteschi (gigantillos, gigantones) nelle strade della città

Tra le attività più caratteristiche:
- Concorso di fuochi artificiali
- Concerti di svariati artisti, noti sia a livello nazionale che internazionale
- Feria taurina

## Amministrazione

### Gemellaggi
- Valencia
- Loudun[5]
- Pessac
- San Juan de los Lagos
- Morelia
- Bruges
- Vicenza
- Settat

## Sport
In città hanno sede le squadra di basket Club Baloncesto Miraflores che disputa la massima serie del campionato spagnolo e nel 2020 e nel 2021 ha vinto la Champions League.
Per il calcio è attivo il Burgos Club de Fútbol, nel rugby il Club Deportivo Aparejadores Rugby Burgos e nella pallavolo il Club Voleibol Diego Porcelos.
Dal 1946 si disputa la gara ciclistica a tappe Vuelta a Burgos.